# Sergei Wassiljewitsch Tschechonin

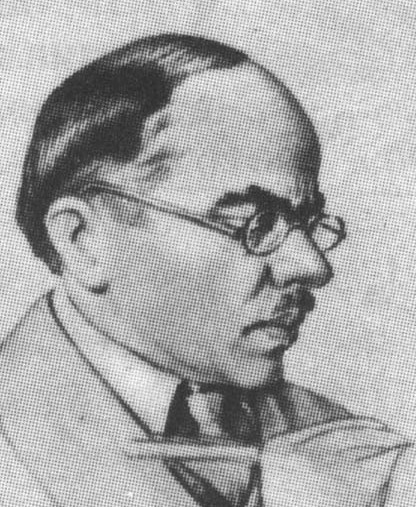
Sergei Tschechonin

Sergei Wassiljewitsch Tschechonin (russisch Сергей Васильевич Чехонин; * 1878 an der Bahnstation Waldaika der Nikolajewsker Eisenbahnstrecke, die zwischen Moskau und Sankt Petersburg verläuft; † 23. Februar 1936 in Lörrach, Deutschland) war ein sowjetischer Maler, Grafiker und Designer der Staatlichen Porzellanmanufaktur in St. Petersburg.

## Leben und Wirken
Tschechonin begann sein Studium an einer Kunstschule in Leningrad und setzte es bei dem Künstler Tenischew in Moskau fort. 1904 beteiligte er sich als Mitarbeiter der Keramikwerkstätte von Abramzewo unter anderem an der Fassadengestaltung des berühmten Hotels Metropol in Moskau. Von 1913 bis 1917 war er als Leiter für die Emaillebearbeitung einer Werkstätte in Rossow bei Jaroslawl zuständig.

## Politischer Umbruch

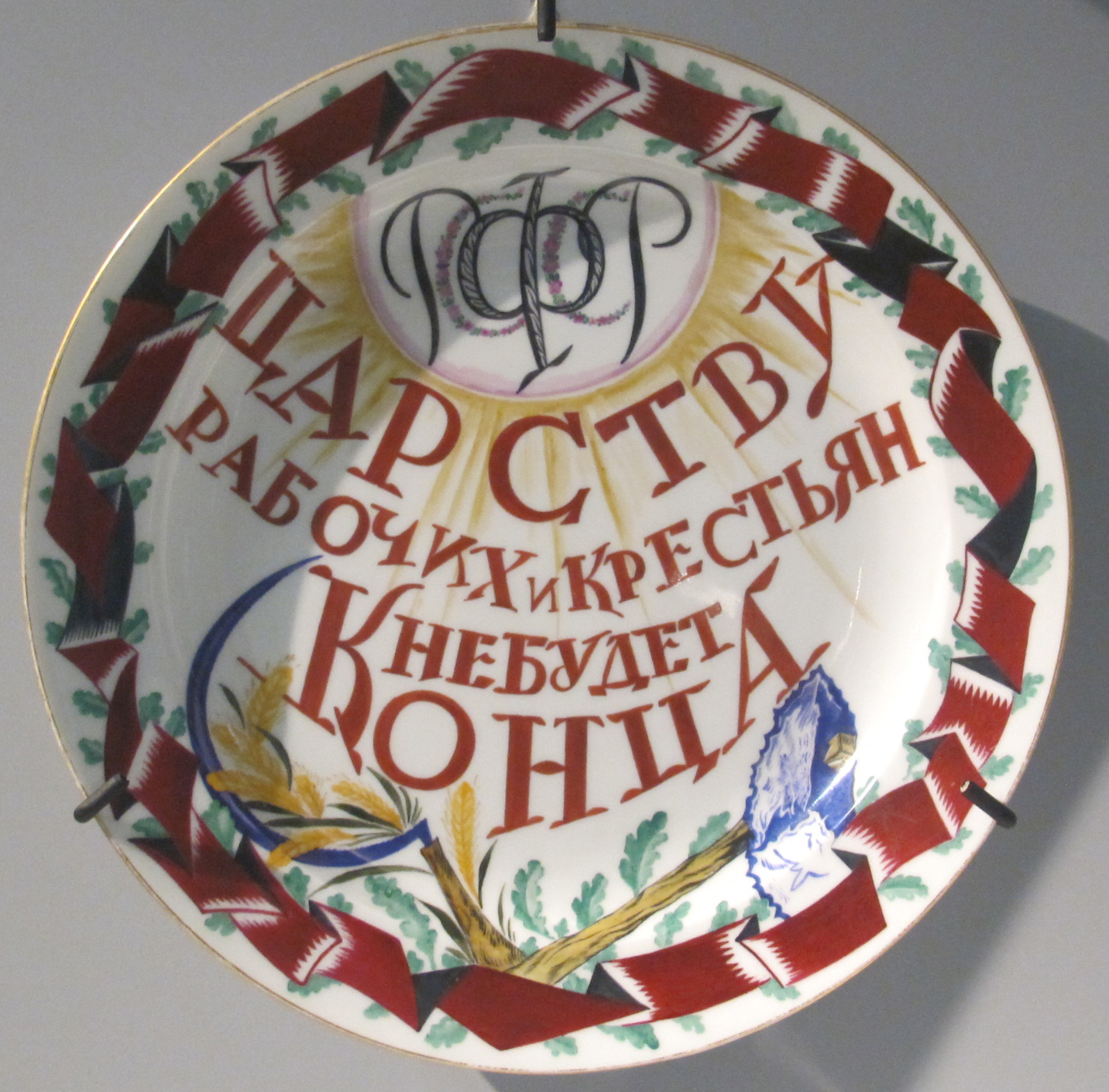
Die Herrschaft der Arbeiter wird nicht enden 1922, von Sergei Tschechonin

1918 stieg Sergei Tschechonin zum Leiter der Staatlichen Porzellanmanufaktur in St. Petersburg auf. Die ehemals kaiserliche Manufaktur wurde verstaatlicht, dem Kommissariat für Erziehung unterstellt und befand sich in  Zeiten von Bürgerkrieg und Oktoberrevolution in künstlerischem Umbruch. Die Porzellandesigner nahmen die politische Stimmung in ihre Arbeit auf. Sie bemalten Teller, Schüsseln und Krüge aus Weißporzellan, die ursprünglich zur Dekoration mit Adelsporträts oder Ballszenen bestimmt waren, nun mit Agitationsparolen. Diese Werke wurden in hoher Auflage an Geschäfte verteilt und in den Schaufenstern als politische Plakate ausgestellt.
Die Werke von Tschechonin zeigen einen strengen graphischen Stil. Neben kontrastreichen Schwarz-weiß-Malereien arbeitete er mit kunstvollen Schriften, verbunden mit politischen Parolen und Symbolen. Häufig verwandte er üppige Goldgravierungen, die sogenannte Radierung.
In den Zwanziger Jahren wurde die neue politisch beeinflusste Kunstform der sowjetischen Avantgarde weltberühmt, deren Export verschaffte der Sowjetunion hohe Einnahmen.
1928 emigrierte Tschechonin nach Paris. Seine Werke sind unter anderem im Staatlichen Museum Kuskowo in Moskau zu sehen.